# Митино (Гаврилов-Ямский район)
Митино — село в Гаврилов-Ямском районе Ярославской области России. Административный центр Митинского сельского округа и Митинского сельского поселения.

## География
Село находится в юго-восточной части области, в зоне хвойно-широколиственных лесов, на правом берегу реки Туношонки, при автодороге 78Н-0193, на расстоянии примерно 23 километров (по прямой) к востоку-северо-востоку от города Гаврилов-Ям, административного центра района. Абсолютная высота — 129 метров над уровнем моря.

### Климат
Климат характеризуется как умеренно континентальный, с умеренно холодной зимой и относительно тёплым летом. Среднегодовая температура воздуха — 3 — 3,5 °C. Средняя температура воздуха самого холодного месяца (января) — −13,3 °C; самого тёплого месяца (июля) — 18 °C. Вегетационный период длится около 165—170 дней. Годовое количество атмосферных осадков составляет 500—600 мм, из которых большая часть выпадает в тёплый период.

### Часовой пояс
Митино, как и вся Ярославская область, находится в часовой зоне МСК (московское время). Смещение применяемого времени относительно UTC составляет +3:00.

## История
Покровская каменная церковь с колокольней построена в 1800 году на средства прихожан. Церковь была обнесена каменной оградой, внутри которой располагалось приходское кладбище. Престолов было четыре: в летней — в честь Покрова Пресвятой Богородицы, во имя святителя Николая Чудотворца, во имя Пророка Илии, в теплой — во имя  Всемилостивого Спаса.
В конце XIX — начале XX века село являлось центром Митинской волости Нерехтского уезда Костромской губернии, с 1918 года — Иваново-Вознесенской губернии.
С 1929 года село являлось центром Митинского сельсовета Гаврилов-Ямского района, в 1944 — 1959 годах в составе Бурмакинского района, с 2005 года — центр Митинского сельского поселения.

## Население
| 1872 | 1897 | 1907 | 2002 | 2007 | 2010 |
| ---- | ---- | ---- | ---- | ---- | ---- |
| 271  | ↗346 | ↗362 | ↘308 | ↗331 | ↘326 |

### Национальный состав
Согласно результатам переписи 2002 года, в национальной структуре населения русские составляли 98 % из 308 чел..

## Достопримечательности
В селе расположена недействующая Церковь Покрова Пресвятой Богородицы (1800).